# 7671 Albis
7671 Albis (1995 UK1) là một tiểu hành tinh vành đai chính được phát hiện ngày 22 tháng 10 năm 1995 bởi Z. Moravec ở Klet.